# Флетново
Флетново (пол. Fletnowo) — село в Польщі, у гміні Драгач Свецького повіту Куявсько-Поморського воєводства.
Населення — 326 осіб (2011).
У 1975-1998 роках село належало до Бидгощського воєводства.

## Демографія
Демографічна структура станом на 31 березня 2011 року:
|          | Загалом | Допрацездатний вік | Працездатний вік | Постпрацездатний вік |
| -------- | ------- | ------------------ | ---------------- | -------------------- |
| Чоловіки | 163     | 34                 | 118              | 11                   |
| Жінки    | 163     | 44                 | 97               | 22                   |
| Разом    | 326     | 78                 | 215              | 33                   |